# Globivenus magdalenae
Globivenus magdalenae is een tweekleppigensoort uit de familie van de Veneridae. De wetenschappelijke naam van de soort is voor het eerst geldig gepubliceerd in 1902 door Dall.